# Joičiro Nambu
Joičiro Nambu [joičíro námbu] (japonsko 南部 陽一郎 Nambu Yōichirō), japonsko-ameriški fizik, * 18. januar 1921, Prefektura Fukui, Japonska, † 5. julij 2015.
Nambu je bil profesor na Univerzi v Chicagu. Znan je po svojih prispevkih k teoretični fiziki. Leta 2008 je skupaj z Makotom Kobajašijem in Tošihidejem Maskavo prejel Nobelovo nagrado za fiziko za odkritje mehanizma spontanega zloma elektrošibke simetrije v podatomski fiziki, ki napoveduje vsaj tri družine kvarkov v naravi.